# Synod w Whitby

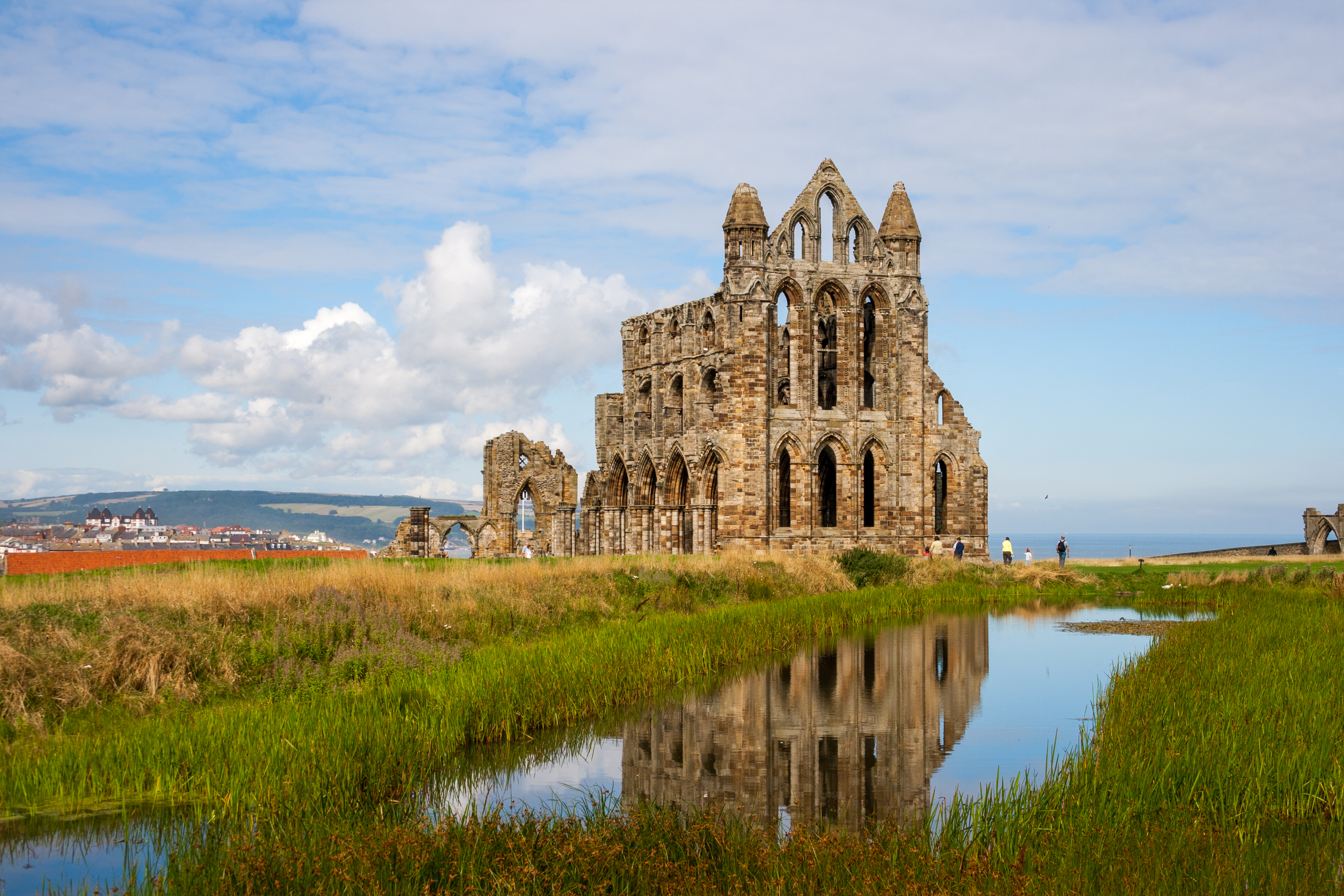
Ruiny opactwa w Whitby, w którym odbył się synod

Synod w Whitby – synod kościelny w Nortumbrii na Wyspach Brytyjskich, zwołany w 664 roku na polecenie króla Oswiu z Nortumbrii w celu ujednolicenia zwyczajów kościelnych  w jego królestwie, zwłaszcza sposobu obliczania daty Wielkanocy oraz kształtu tonsury monastycznej. W synodzie uczestniczyli przedstawiciele, biskupi i opaci, dwóch tradycji rozwijających się w Nortumbrii historycznie obok siebie, starszej iroszkockiej, pochodzącej od św. Patryka, której ośrodkiem było opactwo na wyspie Lindisfarne założone przez mnichów z wyspy Iona oraz rzymskiej, zapoczątkowanej na Wyspach Brytyjskich przez benedyktyńskiego mnicha, św. Augustyna z Canterbury. Synod został zwołany w 664 r. do opactwa w Streonshalh (Streanæshalch) k. Whitby, którego opatką była św. Hilda, zwanego później  Opactwem w Whitby. Porządkując i unifikując organizację kościelną na Wyspie synod miał ważne znaczenie w procesie politycznego jednoczenia się Anglii.

## Rys historyczny
W 651 r. dwa dotąd oddzielne królestwa Bernicja i Deira zostały zjednoczone w jedno o nazwie Nortumbria przez Oswiego, po podboju przez niego Deiry i doprowadzeniu do śmierci jej króla Oswina. W tym czasie w Bernicji panowały zwyczaje kościelne tradycji iroszkockiej (celtyckiej), podczas gdy w Deirze – tradycji rzymskiej.
W VII w. na Wyspach Brytyjskich współistniały, jako owoc trzech fal chrystianizacyjnych, trzy autonomiczne formy organizacji kościelnej, mające swą genezę w historycznym rozwoju chrześcijaństwa na Wyspach.
Chrześcijaństwo pojawiło się w Brytanii prawdopodobnie w III wieku, gdy była prowincją Imperium rzymskiego. W połowie V wieku zostało przeniesione stamtąd do Irlandii przez świętego Patryka. Najazd pogańskich Anglosasów na Brytanię w V wieku doprowadził do likwidacji młodego Kościoła w Brytanii. Chrześcijaństwo przetrwało jedynie na terenach celtyckich niezajętych przez Anglosasów, tj. w Walii, Kornwalii i Irlandii. Odcięcie chrześcijańskich Celtów od kontaktu z resztą chrześcijańskiej Europy doprowadziło do znaczących różnic w obyczajach kościelnych i liturgicznych. Chrześcijaństwo pochodzenia celtyckiego kontynuowało zwyczaje kościoła rzymskiego z czasów św. Patryka. W Walii, Kornwalii a także na kontynencie, na Półwyspie Bretońskim, dokąd emigrowali Brytowie, istniała tradycja starobrytyjska.
Tradycje te podtrzymywane były przede wszystkim przez ruch monastyczny, dlatego organizacja kościelna rozwinęła się inaczej niż w kościołach na kontynencie, będących w żywym kontakcie z Kościołem powszechnym. Centrum życia chrześcijańskiego skupiało się wokół opactw. Prawie wszyscy opaci iroszkoccy mieli święcenia biskupie, jednak władzę kościelną sprawowali na mocy swego urzędu opata. Niektórzy mnisi byli konsekrowani na biskupa, lecz ich władza była podporządkowana opatowi. Rolą biskupów było szafarstwo sakramentów, bardziej niż władza jurysdykcyjna. Poza różnicami w organizacji hierarchii kościelnej, specyfiką tej tradycji było trwanie przy starym, porzuconym już na kontynencie, sposobie wyznaczania daty święta Wielkanocy. W tradycji iroszkockiej używano także własnego typu tonsury, tzw. tonsury celtyckiej. Polegała ona na wysokim goleniu włosów na czole głowy do linii uszu i pozostawianiu długich włosów z tyłu.
W 563 roku iroszkocki mnich Kolumba (Kolumban z Iony) założył klasztor na szkockiej wyspie Iona i do końca wieku schrystianizował w obrządku iryjskim Szkotów oraz Piktów.
W roku 597 do wybrzeży Kentu przybyła z Rzymu misja chrystianizacyjna, wysłana przez papieża Grzegorza I, prowadzona przez mnicha benedyktyńskiego Augustyna. Rozpoczęła się chrystianizacja wschodniej Anglii: Kent, Wessex, East Anglia. Augustyn został pierwszym biskupem Canterbury.
W roku 617 władca Deiry Edwin zjednoczył Nortumbrię i pojął wkrótce za żonę córkę króla Kentu. Rozpoczęła się chrystianizacja Nortumbrii. W 625 papież ustanowił dla tego kraju biskupstwo misyjne, zaś w 628 Edwin przyjął chrzest. Jednak już w roku 633 Nortumbria pogrążyła się w wojnie domowej, a poszczególni jej władcy wrócili do pogaństwa. Na przełomie 635/636 Nortumbria została ponownie zjednoczona przez Oswalda z Bernicji. W czasach panowania Edwina Oswald przebywał jako wygnaniec polityczny w Dalriadzie i tam przyjął chrześcijaństwo w obrządku iryjskim. Po zdobyciu władzy Oswald rozpoczął rechrystianizację Nortumbrii, tym razem jednak podporządkowując ją jurysdykcji iroszkockiej, do której sam należał. W 636 przybył z Iony biskup Aidan, któremu Oswald nadał wyspę Lindisfarne, gdzie powstał słynny klasztor i siedziba biskupstwa iroszkockiego.
W 651 Paeda, syn króla Mercji Pendy, poślubił córkę króla Northumbrii Oswiu, zaś syn Oswiu córkę Pendy. Przymierze polityczne połączone było jednocześnie ze zgodą Paedy na chrzest w obrządku iroszkockim. Pod wpływem Northumbrii i Mercji również władca Essexu Sigibert zdecydował się w niedługim czasie na przyjęcie chrztu z rąk Iroszkotów.

## Przyczyny zwołania synodu
W 651 na tronie Northumbrii zasiadł Oswiu. Pojął on za żonę Eanfledę, córkę króla Kentu, zwolenniczkę tradycji rzymskiej. Jak przekazują kronikarze, dwór nortumbryjski stał się odtąd rozdarty między dwa obrządki i kiedy król po zakończeniu wielkiego postu zaczynał Niedzielę Wielkanocną, królowa i jej otoczenie kontynuowali jeszcze posty i święcili Niedzielę Palmową.
W Deirze, tej części Nortumbrii, która była pod jurysdykcją iroszkocką, pojawili się wraz z Eanfledą duchowni tradycji rzymskiej. Największą przyczyną braku jedności była data świętowania Wielkanocy i kształt tonsury. Mnisi tradycji rzymskiej nie akceptowali także starego zwyczaju organizacji klasztorów celtyckich tzn. współistnienia w ramach jednego opactwa dwóch klasztorów: męskiego i żeńskiego. W tym czasie wielu mnichów iryjskich przyjęło tradycję rzymską. Około 660 roku syn Oswiu, Alfryd, sprawujący z ramienia ojca rządy w Deirze stał się zwolennikiem tradycji rzymskiej. Z inicjatywy Alfryda usuwano z funkcji przeorów Iroszkotów, mnisi którzy nie chcieli się podporządkować nowemu, przeorowi, zmuszani byli do opuszczenia klasztoru.
W sytuacji konfliktu między obydwoma tradycjami w ramach jednego królestwa, Oswiu zdecydował się w 664 roku na zwołanie synodu, który miał doprowadzić do przyjęcia jednej z tych dwóch tradycji za obowiązującą.

## Miejsce i przebieg synodu

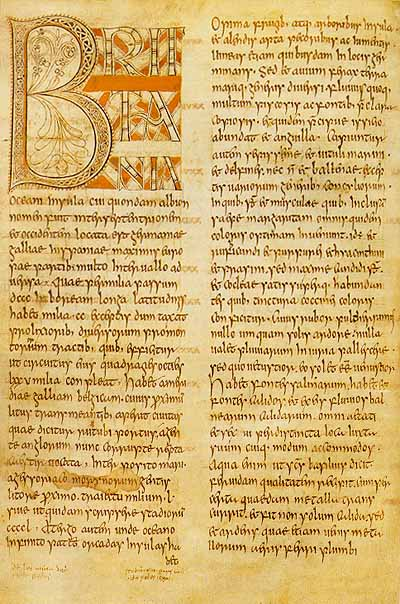
Manuskrypt Historia ecclesiastica gentis Anglorum Bedy Czcigodnego, gdzie opisano przebieg synodu

Synod został zwołany do opactwa w Streonshalh (Streanæshalch) – zwanego od czasów, gdy władzę przejęli Duńczycy, Whitby. Opatką była św. Hilda, z rodziny króla Edwina z Nortumbrii. Była ona duchową córką św. Ajdana założyciela klasztoru iroszkockiego na wyspie Lindisfarne, będącego jednocześnie centrum organizacji kościelnej w Nortumbrii.
Opactwo Hildy mieściło, zwyczajem iroszkockim, dwa klasztory: męski i żeński, tworzące jedną wspólnotę. Mnisi i mniszki mieszkali oddzielnie, ale schodzili się razem do tego samego kościoła na wspólną modlitwę liturgiczną. Zarówno mnisi, jak i mniszki studiowali Pismo Święte, pisma Ojców Kościoła w j. greckim i łacińskim. W opactwie propagowany był także rodzimy język anglo-saksoński, m.in. przez twórczość poetycką Cedmona z Whitby.
Obradom synodu przewodniczył król Oswiu. Na czele delegacji iroszkockiej stał opat-biskup Lindisfarne Kolman. Stronie rzymskiej przewodniczył formalnie biskup Agilbert, jednak ze względu na to, że nie znał języka anglosaskiego, w jego imieniu głos zabierał kapłan Wilfryd z Yorku.
Opis obrad znany jest nam z relacji Bedy Czcigodnego. Otworzył je król Oswiu, stwierdzając, że ci którzy służą jednemu Bogu, powinni zachowywać jedną regułę życia, a także ponieważ wszyscy oczekują jednego królestwa niebieskiego, nie powinni różnić się w sprawowaniu sakramentów niebieskich. Król polecił, by synod wskazał tę tradycję z dwóch, która jest prawdziwsza, aby wszyscy mogli konsekwentnie ją przyjąć.
Pierwszy przemawiał Kolman, biskup króla Oswiego, który powołał się na starodawność tradycji iroszkockiej, przejętej od św. Jana Ewangelisty.
W odpowiedzi, Wilfryd stwierdził, że tradycja świętowania Wielkanocy według kalendarza przyjętego w Rzymie, mieście męczeństwa świętych Piotra i Pawła, jest zachowywana praktycznie w całym Kościele: w Europie, także w Grecji i w Egipcie, w Afryce, w Azji. Zarzucił  głupotę tym, którzy obstają przy tradycji podtrzymywanej jedynie przez mieszkańców części dwu wysp na odległym oceanie. Gdy Kolman zaprotestował przeciw zarzutowi głupoty, powołując się na mądrość św. Jana, czerpiącego swe nauczanie z piersi samego Chrystusa, na której spoczywał w czasie ostatniej wieczerzy (por. J 13,23). Wilfryd przekonywał, że nawet św. Jan stopniowo odchodził od starych zwyczajów, związanych z judaizmem, w miarę jak umacniała się w Kościele nowość ewangeliczna. Sobór nicejski I potwierdził ogólnie przyjętą zasadę obliczania daty Wielkanocy.
Kolman następnie powołał się na autorytet Kolumba zapytując Wilfryda, czy tak znany i świątobliwy mąż mógł działać wbrew prawu Bożemu. Wilfryd, odniósł się do szczegółów technicznych nowego sposobu obliczania Wielkanocy, wykazując ich większą poprawność. Zauważył, że gdyby ktoś uświadomił Kolumbę, z pewnością przyjąłby nowe, poprawne rozwiązanie. Wskazywał także autorytet Rzymu, jako stolicy Piotrowej, podkreślając wyższość autorytetu Piotra nad autorytetem Kolumby, gdyż to Apostołowi Jezus przekazał klucze do Królestwa Niebieskiego (por. Mt 16,19).
Według relacji Bedy, po tej wypowiedzi Wilfryda, król Oswiu zapytał Kolmana, czy uznaje autorytet Chrystusa powierzającego Piotrowi klucze do Królestwa Niebieskiego. Gdy Kolman potwierdził, Oswiu zadecydował, że musi w swoim królestwie uznać autorytet Piotra, gdyż inaczej gdy przyjdę do  bram nieba, ten, który trzyma klucze może nie zechcieć mi otworzyć. Beda kończy opowiadanie stwierdzając, że po tej wypowiedzi króla, wszyscy obecni, zarówno niskiej jak i wysokiej rangi, podpisali wspólny dokument, porzucając niedoskonałe zwyczaje i podejmując te, o których dowiedzieli się, że są lepsze. Kolman, wraz z tymi, którzy wciąż nie zgadzali się na katolicką datę Wielkanocy, udali się do Irlandii, by skonsultować się ze swymi rodakami, co czynić dalej.

## Skutki

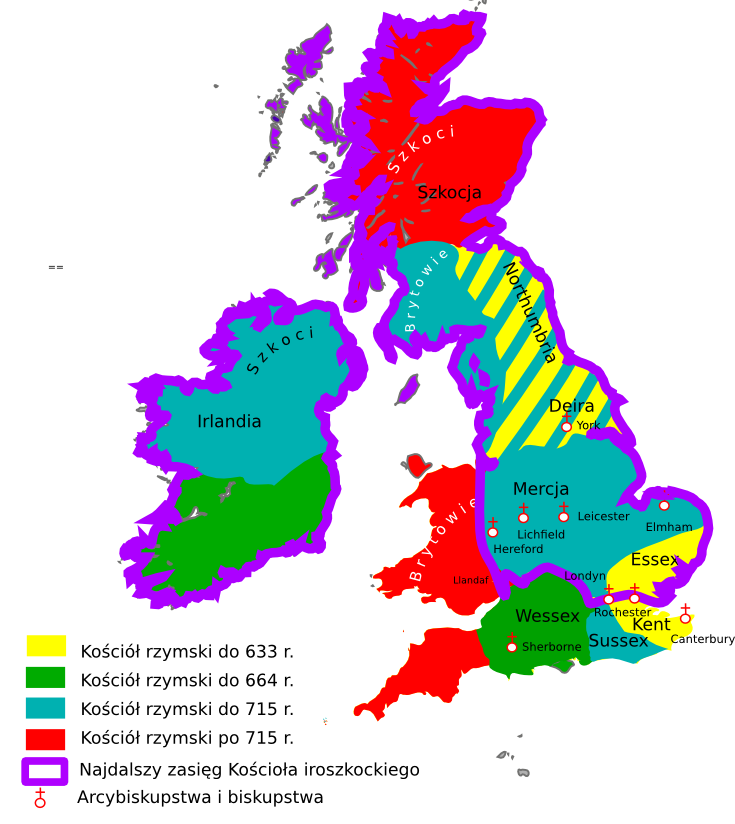
Ekspansja Kościoła rzymskiego na Wyspach Brytyjskich

W rezultacie postanowień synodu w Whitby przypieczętowany został los tradycji iroszkockiej. Po wyjeździe Kolmana z klasztoru na Lindisfarne, mianowany został nowy biskup, imeniem Tuda.
Kolman z 30 innymi mnichami udał się na Ionę, następnie zaś osiedlili się na wyspie Inisboffin, gdzie trwali przy starej tradycji świętowania Wielkanocy.
Pod koniec VII w. wprowadzono karę ekskomuniki za stosowanie iroszkockiego typu tonsury.
Tradycja iroszkocka stopniowo wygasała w Szkocji i Irlandii. W latach 80. VII wieku tradycję rzymską przyjął Adamnan, opat klasztoru na Ionie. Mnisi nie dali się jednak przekonać do porzucenia własnych obyczajów. Adamnan opuścił Ionę i udał się do Irlandii, gdzie do końca życia wędrował od klasztoru do klasztoru, przekonując je do przyjęcia tradycji rzymskiej.
W 710 król Piktów Nechtan nakazał przyjęcie w swoim kraju rzymskiego typu tonsury i sposobu wyznaczania daty Wielkanocy.
W 715/716 upadł ostatni punkt oporu, Iona. Wówczas to misjonarz Egbert miał udać się na wyspę i nakłonić wspólnotę z Iony i podległe jej klasztory do podporządkowania się powszechnemu zwyczajowi.
Ryt iryjski utrzymywał się jeszcze następne dziesięciolecia w Bretanii, Szkocji i Irlandii, zaś najdłużej, do połowy XII wieku w licznych klasztorach w zachodniej Europie, założonych przez pochodzących z Irlandii mnichów. Ostatecznie zaniknął po reformie gregoriańskiej.
Swoją odrębność jeszcze przez długi czas zachowywał izolacjonistyczny Kościół starobrytyjski. Beda Czcigodny wspomina o Brytach w Walii, którzy błądzą oderwani od Kościoła powszechnego, zaś ostatnie starobrytyjskie klasztory w Walii przyjęły zwierzchność Rzymu dopiero w XIII wieku.
W przekonaniu arcybiskupa Westminster Basila Hume'a OSB, decyzje synodu zjednoczyły chrześcijaństwo w Anglii w jednej tradycji i praktyce wiary, jednocząc ich także z szerszą, powszechną tradycją Kościoła rzymskiego.